# John Hadley
John Hadley (Londra, 16 aprile 1682 – Londra, 14 febbraio 1744) è stato un matematico britannico, inventore dell'ottante.

## Biografia
Nato da George Hadley e Katherine FitzJames, nel 1717 divenne membro (e successivamente vicepresidente ) della Royal Society di Londra.
Egli fu l'inventore dell'ottante nel 1731. Questo strumento si rivelò molto importante per una sicura navigazione marittima e veniva usato per misurare l'altitudine del sole e di altri corpi celesti, rispetto alla linea dell'orizzonte.. Conoscendo la posizione dell'oggetto celeste e l'ora dell'osservazione, era facile calcolare la latitudine del punto. L'ottante divenne lo strumento più usato e pose fine all'uso di altri strumenti di navigazione come il quadrante di Davis.
Uno statunitense, Thomas Godfrey, senza essere a conoscenza dell'invenzione, realizzò un ottante intorno allo stesso periodo.
Hadley sviluppò anche un sistema per migliorare la precisione degli specchi parabolici per i telescopi a riflessione. Nel 1721 presentò il primo telescopio newtoniano, dotato di specchio parabolico, alla Royal Society. Questo telescopio newtoniano con uno specchio del diametro di 1,8 metri, risultò dare immagini abbastanza simili a quelle di un telescopio dei nostri giorni. Realizzò inoltre un telescopio gregoriano dotato di uno specchio molto accurato.
Monte di Hadley e la valle di Hadley sulla luna portano il suo nome.